# Faint Object Spectrograph

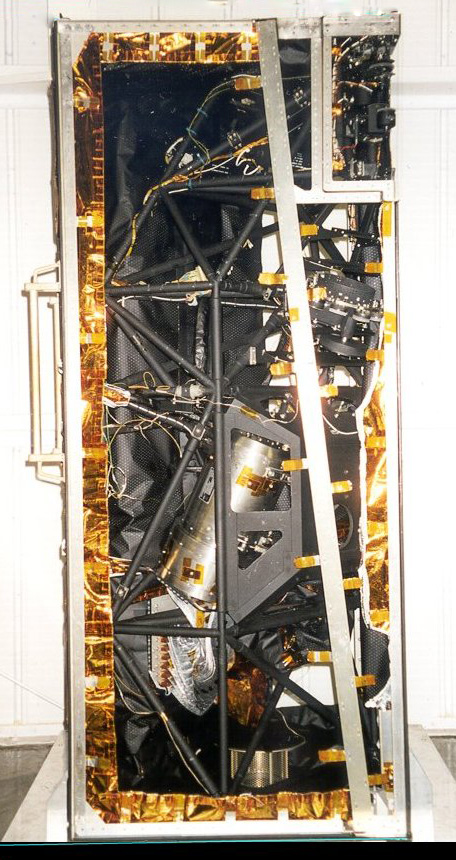
O Faint Object Spectrograph (FOS). Esta foto foi tirada depois que o FOS retornou à Terra. Crédito: NASA/ESA.

O Faint Object Spectrograph (FOS) foi um espectrógrafo instalado no Telescópio Espacial Hubble. Ele foi substituído pelo Space Telescope Imaging Spectrograph em 1997, e atualmente está em exibição no National Air and Space Museum, em Washington, D.C.

## Fatos sobre o FOS
- Tipo do instrumento: Espectrógrafo
- Faixa de comprimento de onda: 115 a 850 nm

Uma descrição técnica sobre a construção e o funcionamento do FOS pode ser encontrada no relatório técnico da NASA, CP-2244. O instrumento usava dois digicons, chamados “azul” e “vermelho”, e tinha resolução espectral de cerca de 1300 na faixa de 115 nm a 850 nm. Contava com várias aberturas de tamanho variável, mas a aberração do espelho do HST fazia com que, antes da instalação do COSTAR, as menores sofressem grandes perdas de luz; até mesmo a maior, com 4,3 segundos de arco, coletava apenas 70% da luz de uma fonte pontual.
Os digicons apresentavam problema de blindagem magnética insuficiente, o que ocasionava borrões na imagem estática ao longo de vários pixels; o digicon vermelho era o mais afetado. Além disso, ou o detector azul ou algum espelho do sistema apresentava contaminação que removia a sensibilidade abaixo de 150 nm, o que causava sérios prejuízos já que a linha Lyman-alfa em 121,6 nm ficava inacessível.